# Guido Galeotto Torelli
Guido Galeotto Torelli (Guastalla, ... – Settimo, dopo il 1500) fu conte di Guastalla e del vicariato di Settimo.

## Biografia
Figlio primogenito di Pietro Guido I, conte di Guastalla, e di Maddalena Del Carretto, succedette alla morte di questi sul trono della contea di Guastalla con il fratello minore Francesco Maria.
Nel 1475 il fratello venne privato dei propri beni dal Duca di Milano Galeazzo Maria Sforza (non dimentichiamo che all'epoca Guastalla dipendeva ufficiosamente dalla volontà del duca milanese, che ne controllava le azioni svolte in loco dai conti Torelli). Ad ogni modo, tale provvedimento (ancora oggi di natura sconosciuta), non venne preso nei confronti di Guido Galeotto, il quale continuò a regnare senza il fratello sulla piccola contea.
Guido Galeotto aveva sposato Margherita, figlia del cancelliere del Ducato di Milano Cicco Simonetta e probabilmente questo gli risparmiò le privazioni attuate dallo Sforza nei confronti della sua famiglia ma, con il trionfo di Ludovico il Moro a Milano sui suoi oppositori (tra i quali figurava proprio lo stesso Simonetta), terminò anche il periodo di splendore di Guido Galeotto, il quale venne relegato in una signoria secondaria di Settimo (Pavia).
Il fratello Francesco Maria restò il solo padrone di Guastalla, proprio col sostegno di Ludovico Sforza.
Morì a Settimo, nel pavese, dove si era ritirato dopo il 1500.

## Discendenza
Guido Galeotto e Margherita ebbero cinque figli:
- Alessandro,[1] sposò Giovanna Cornazzani
- Pietro Maria,[1] condottiero
- Caterina[1]
- Federico,[1] sposò Angela Nogarola
- Lodovico (?-1523),[1] condottiero, sposò Camilla Martinengo.

## Ascendenza
|                                                      |                                               |                                              | Genitori                               |  |  | Nonni |  |  | Bisnonni          |  |  | Trisnonni       |  |
|                                                      |                                               |                                              |                                        |  |  |       |  |  | Marsiglio Torelli |  |  | Guido I Torelli |  |
|                                                      |                                               |                                              |                                        |  |  |       |  |  | Marsiglio Torelli |  |  | Guido I Torelli |  |
|                                                      |                                               | Eleonora Gonzaga                             |                                        |  |  |       |  |  | Marsiglio Torelli |  |  |                 |  |
| Guido Torelli, conte di Guastalla e Montechiarugolo  |                                               |                                              |                                        |  |  |       |  |  | Marsiglio Torelli |  |  |                 |  |
|                                                      |                                               | Elena d'Arco                                 | Niccolò d'Arco                         |  |  |       |  |  |                   |  |  |                 |  |
|                                                      |                                               | Elena d'Arco                                 | Niccolò d'Arco                         |  |  |       |  |  |                   |  |  |                 |  |
|                                                      |                                               | Elena d'Arco                                 | Beatrice di Castelbarco                |  |  |       |  |  |                   |  |  |                 |  |
| Pietro Guido I Torelli, conte di Guastalla           |                                               | Elena d'Arco                                 |                                        |  |  |       |  |  |                   |  |  |                 |  |
|                                                      |                                               | Antonio Visconti                             | Vercellino Visconti                    |  |  |       |  |  |                   |  |  |                 |  |
|                                                      |                                               | Antonio Visconti                             | Vercellino Visconti                    |  |  |       |  |  |                   |  |  |                 |  |
|                                                      |                                               | Antonio Visconti                             | Margherita della Pusterla              |  |  |       |  |  |                   |  |  |                 |  |
| Orsina Visconti                                      |                                               | Antonio Visconti                             |                                        |  |  |       |  |  |                   |  |  |                 |  |
|                                                      |                                               | Anastasia Carcano                            | Giovanni Carcano                       |  |  |       |  |  |                   |  |  |                 |  |
|                                                      |                                               | Anastasia Carcano                            | Giovanni Carcano                       |  |  |       |  |  |                   |  |  |                 |  |
|                                                      |                                               | Anastasia Carcano                            | …                                      |  |  |       |  |  |                   |  |  |                 |  |
| Guido Galeotto Torelli, conte di Guastalla e Settimo |                                               | Anastasia Carcano                            |                                        |  |  |       |  |  |                   |  |  |                 |  |
|                                                      | Lazzarino II Del Carretto, marchese di Finale | Lazzarino I Del Carretto, marchese di Finale |                                        |  |  |       |  |  |                   |  |  |                 |  |
|                                                      | Lazzarino II Del Carretto, marchese di Finale | Lazzarino I Del Carretto, marchese di Finale |                                        |  |  |       |  |  |                   |  |  |                 |  |
|                                                      | Lazzarino II Del Carretto, marchese di Finale | Marietta Del Carretto                        |                                        |  |  |       |  |  |                   |  |  |                 |  |
| Galeotto I Del Carretto, marchese di Finale          | Lazzarino II Del Carretto, marchese di Finale |                                              |                                        |  |  |       |  |  |                   |  |  |                 |  |
|                                                      |                                               | Caterina Del Carretto                        | Giorgio Del Carretto, signore di Grana |  |  |       |  |  |                   |  |  |                 |  |
|                                                      |                                               | Caterina Del Carretto                        | Giorgio Del Carretto, signore di Grana |  |  |       |  |  |                   |  |  |                 |  |
|                                                      |                                               | Caterina Del Carretto                        | …                                      |  |  |       |  |  |                   |  |  |                 |  |
| Maddalena Del Carretto                               |                                               | Caterina Del Carretto                        |                                        |  |  |       |  |  |                   |  |  |                 |  |
|                                                      |                                               | Raffaele Adorno, doge di Genova              | Giorgio Adorno, doge di Genova         |  |  |       |  |  |                   |  |  |                 |  |
|                                                      |                                               | Raffaele Adorno, doge di Genova              | Giorgio Adorno, doge di Genova         |  |  |       |  |  |                   |  |  |                 |  |
|                                                      |                                               | Raffaele Adorno, doge di Genova              | Benedettina Spinola                    |  |  |       |  |  |                   |  |  |                 |  |
| Vannina Adorno                                       |                                               | Raffaele Adorno, doge di Genova              |                                        |  |  |       |  |  |                   |  |  |                 |  |
|                                                      |                                               | Violante Giustiniani Longo                   | Giacomo Giustiniani Longo              |  |  |       |  |  |                   |  |  |                 |  |
|                                                      |                                               | Violante Giustiniani Longo                   | Giacomo Giustiniani Longo              |  |  |       |  |  |                   |  |  |                 |  |
|                                                      |                                               | Violante Giustiniani Longo                   | Lucia Grimaldi                         |  |  |       |  |  |                   |  |  |                 |  |
|                                                      |                                               | Violante Giustiniani Longo                   |                                        |  |  |       |  |  |                   |  |  |                 |  |